# Бакбакты
Бакбакты (каз. Бақбақты) — село в Балхашском районе Алматинской области Казахстана. Административный центр и единственный населённый пункт Бакбактинского сельского округа. Код КАТО — 193643100.

## Население
В 1999 году население села составляло 4089 человек (2069 мужчин и 2020 женщин). По данным переписи 2009 года, в селе проживало 4048 человек (2002 мужчины и 2046 женщин).